# Gare d'Etolikó
La gare d’Etolikó est une gare ferroviaire grecque de la ligne de Kryonéri à Agrínio, située dans le district municipal d’Etolikó du dème de Missolonghi, district régional d'Étolie-Acarnanie, périphérie de Grèce-Occidentale.
Mise en service en 1890, elle est fermée en 1975.

## Situation ferroviaire
La gare d'Etolikó est située au point kilométrique (PK) 26,917 de la ligne de Kryonéri à Agrínio (voie métrique), entre les gares de Missolonghi et de Stamma. Elle est également l'origine de la ligne d'Etolikó à Katochí.

## Histoire
La gare d'Etolikó est mise en service en 1890 lors de l'ouverture de l'exploition de la ligne de Kryonéri à Agrínio. 
Le trafic voyageurs a été supprimé en 1970 et la gare est fermée en 1975 quand toute sorte de circulation a été suspendue sur la ligne. 
Entre 2002 et 2003, elle a été restaurée dans le cadre de la réouverture programmée de la ligne. Cependant, ni la ligne ni la gare n'ont pas été rouvertes. Durant les essais déroulés sur la ligne fin 2003-début 2004, la gare était utilisée pour la maintenance de l'autorail métrique Stadler GTW 2/6 qui était provisoirement muté dans la ligne.